# Ernő Szabó (actor)
Ernő Szabó (n. 30 iunie 1900, Kassa, Austro-Ungaria – d. 10 februarie 1966, Budapesta, Republica Populară Ungară) a fost un actor și regizor de teatru maghiar, care a desfășurat o bogată activitate artistică în Ungaria și România. El a fost fratele vitreg al actriței Lili Neményi (1902–1988) și tatăl actorului Otto Szabó (1920–1988).
A debutat ca actor la Carei în 1917 și a făcut parte în perioada interbelică din trupe itinerante de teatru (1921–1935), din trupa Teatrului Național din Pécs (1935–1937), din compania teatrală a lui Árpád Horváth din Debrețin (1937–1939) și din trupa teatrală a lui Mihály Erdélyi din Budapesta (1939–1940). A jucat la Oradea în perioada 1940–1946, rămânând în România după război, iar apoi a fost actor și regizor al Teatrului Secuiesc din Târgu Mureș (1946–1955) și a predat la Institutul de Teatru din Târgu Mureș. A emigrat în Ungaria în 1955 și a jucat pe scenele mai multor teatre budapestane precum Teatrul Armatei Populare, Teatrul de Operetă, Teatrul de Comedie și Teatrul József Attila. A primit titlul de artist emerit al Ungariei în 1959 și apoi pe cel de artist eminent în 1965.

## Biografie

### Copilăria
S-a născut la 30 iunie 1900 în orașul Kassa din Austro-Ungaria (azi orașul Košice din Slovacia), fiind descendent al unei familii cu mai multe generații de actori. Părinții lui erau actori ambulanți, care colindau cu trupa lor pe întregul teritoriu al Ungariei. Mama lui, Ilona Szelényi (Ilona Polgár; n. 1881), era fiica actriței ardelene Emília Szelényi (1858–1924) și a regizorului Sándor Polgár. Mama actriței Emília Szelényi, Mária Rácz, era fiica unui judecător din Zemplén și a fugit de acasă cu o trupă ambulantă de teatru, fiind dezmoștenită de propria sa familie; ea s-a căsătorit cu Károly Szelényi, un fost ofițer al Armatei Revoluționare Maghiare. Tatăl lui Ernő , Pál Szabó, a fost actor la Târgu Mureș; el s-a căsătorit cu Emília Szelényi, dar căsnicia lor s-a destrămat înainte de nașterea copilului.
Divorțul părinților și sărăcia familiei și-au pus puternic amprenta asupra copilăriei micului Ernő. Băiatul a fost crescut de mama și bunica maternă până la vârsta de cinci ani. În toamna anului 1902 mama lui a dat naștere unui al doilea copil, Lili Szelényi, care a devenit mai târziu o actriță cunoscută sub numele de Lili Neményi (1902–1988). Din cauza greutăților, Ernő a fost luat în 1905 de rudele tatălui său de la Pesta, care l-au crescut timp de doi ani; copilul a absolvit acolo primul an de școală. Mama sa l-a luat cu ea, dar deplasările continue ca membră a unei trupe itinerante de teatru au determinat-o să nu dorească să-și mai expună copilul la condițiile grele de viață pe care le traversa și să-l ducă pe micul Ernő la un orfelinat, unde copilul a rămas până la vârsta de 11 ani. A crescut în acea perioadă într-o familie de muncitori salahori din Biharudvari, unde a urmat următorii trei ani de școală.
Băiatul era vizitat periodic de mama lui și, după stabilizarea situației acesteia, a fost scos din orfelinat în anul 1911 și plasat în familia unchiului său de la Hajdúböszörmény. După doi ani, bunica maternă, Emília Szelényi, a hotărât să-i primească pe cei doi copii ai fiicei sale: Ernő și Lili. Cei trei au locuit la început la Debrețin, iar apoi bunica a cumpărat o casă la Carei. Bunica i-a cerut fiicei sale să renunțe la viața de artist ambulant și s-a oferit să o găzduiască în casa ei din Carei. Ilona Polgár s-a căsătorit curând cu actorul și organizatorul teatral Lipót László Neményi, care înființase în 1908 un teatru la Carei. Familia s-a destrămat după sfârșitul Primului Război Mondial, când orașul Carei a revenit României, iar Neményi s-a refugiat în Ungaria, abandonându-și întreaga avere.

### Cariera artistică din perioada interbelică
Ernő Szabó a debutat ca actor în compania tatălui său vitreg din Carei în 1917 (sau, după altă sursă, în 1918) cu un rol minor în piesa Cigány. A locuit la Carei până în 1921, dar a efectuat turnee în diferite localități urbane sau rurale din Transilvania și Ungaria cu trupa teatrală din care făcea parte. A luptat în acest timp cu tracul scenic și a fost nevoit să joace în absența indicațiilor regizorale.
La început, a fost comic dansator, iar mai târziu a interpretat roluri în comedii bufe și operete. Destrămarea Austro-Ungariei a făcut ca patruzeci și patru dintre cele șaptezeci de teatre în limba maghiară să se afle pe un teritoriu din afara Ungariei. Activitatea teatrală maghiară din Transilvania s-a deteriorat semnificativ după Unirea Transilvaniei cu România din 1918: spectacolele teatrale maghiare erau cenzurate și, în unele cazuri, chiar interzise, actorii puteau fi arestați dacă rosteau replici considerate iredentiste, iar publicul scăzuse în mod semnificativ ca urmare a desființării instituțiilor publice și unităților militare maghiare, a închiderii unor școli cu predare în limba maghiară și a emigrării unei părți a populației maghiare. Ernő Szabó a călătorit între anii 1921 și 1935 cu trupe itinerante de teatru în zone rurale ale Transilvaniei, ducând o viață grea și umilă.
Persecuțiile politice și amenințarea sărăciei i-au forțat pe mulți actori maghiari din Transilvania să se refugieze în Ungaria, iar Ernő Szabó a emigrat și el în 1935. A lucrat mai întâi ca actor și regizor la Teatrul Național din Pécs (1935–1937) și apoi la Teatrul Csokonai din Debrețin (1937–1939), care era condus atunci de cumnatul său, Árpád Horváth. Árpád Horváth a fost atacat tot mai mult în acei ani de reprezentanții mișcărilor politice de extrema dreaptă ca urmare a faptului că avea idei politice de stânga și că angajase actori evrei. Administrația orașului Debrețin a reziliat contractul cu Horváth în 1939, iar cumnatul său a fost nevoit și el să plece. Ernó Szabó a făcut parte în perioada 1939–1940 din trupa teatrală a lui Mihály Erdélyi din Budapesta, jucând, de asemenea, ca dansator și comic într-un spectacol pus în scenă la Teatrul Regal de Varietăți (cunoscut anterior ca Royal Orfeum). În acei ani atmosfera artistică a început să se deterioreze în Ungaria ca urmare a atacurilor tot mai virulente ale presei naționaliste împotriva artiștilor evrei și a teatrelor acuzate că ar fi „iudaizate”.

### Apogeul carierei

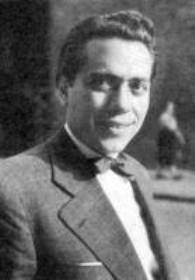
Actorul Ernő Szabó

Dezlănțuirea persecuției antievreiești l-a determinat pe Ernő Szabó să părăsească Budapesta și să se întoarcă în nord-vestul Transilvaniei, care fusese anexat de Ungaria prin Dictatul de la Viena din 1940. Actorul a semnat un contract cu trupa reorganizată a lui Bálint Putnik și a jucat începând din 1940 la Teatrul Szigligeti din Oradea, unde a trecut neobservat de politicienii naționaliști maghiari și a putut lucra în liniște. Atunci când nord-vestul Transilvaniei a revenit României, Ernő Szabó a rămas la Oradea și a primit apoi cetățenia română. El a preluat conducerea teatrului în decembrie 1944 în calitate de regizor principal și a reluat spectacolele care fuseseră întrerupte din cauza războiului.
În 1946 a devenit unul dintre membrii fondatori ai Teatrului Secuiesc din Târgu Mureș. Între anii 1946–1955 a fost actorul principal al Teatrului Secuiesc din Târgu Mureș și mai târziu regizor principal. În această perioadă a regizat majoritatea pieselor prezentate acolo, alături de Miklós Tompa, György Kovács și Ferenc Delly. Toți aceștia formau grupul „celor patru mari regizori”, iar Ernő Szabó a obținut Premiul de Stat al Republicii Populare Române în 1954. A predat începând din anul universitar 1952–1953 ca profesor de regie la Institutul de Teatru din Târgu Mureș, contribuind în mod substanțial la formarea unei noi generații de regizori de teatru maghiari din România printre care și György Harag.
În anul 1955, fiindu-i dor de patria sa, a emigrat din nou în Ungaria, unde a revenit după mai mult de 10 ani de absență. El a solicitat cetățenia maghiară și a început să joace în filme în primăvara anului 1956, fiind nevoit astfel să se familiarizeze cu particularitățile genului cinematografic. Primele sale două filme sunt de o importanță decisivă. În filmul Tanár úr kéremben (1956) a jucat rolul unui anticar, dar în filmul Domnul profesor Hannibal (1956), regizat de Zoltán Fábri, interpretarea sfâșietoare a profesorului Béla Nyúl a transformat filmul într-o creație remarcabilă a istoriei filmului maghiar. Béla Nyúl, un profesor mărunt de limba latină, a scris un studiu istoric despre generalul cartaginez Hannibal, care a fost perceput de autoritățile fasciste ale Ungariei ca un manifest politic antiguvernamental. Filmul a apărut cu trei zile înaintea începerii Revoluției Ungare din 1956, când dictatura lui Mátyás Rákosi se afla aproape de sfârșit, și a fost considerat un protest artistic împotriva lipsei de libertate din Ungaria. Domnul profesor Hannibal a fost inclus ulterior de criticii maghiari în lista celor mai bune 12 filme maghiare din toate timpurile. Popularitatea protagonistului a atins cote înalte în rândul publicului cinefil din Ungaria, actorul fiind recunoscut pe stradă și primind numeroase oferte din partea producătorilor de filme. A jucat în 44 de filme de cinema și televiziune, dar a rămas modest și și-a cumpărat doar un mic apartament în Óbudá.
A devenit membru al trupei Teatrului Armatei Populare din Budapesta (Magyar Néphadsereg Színháza) (1955–1957), care s-a transformat în 1960 în Teatrul de Comedie (Vígszínház). A jucat apoi în perioada 1958–1960 în piese ușoare puse în scenă la Teatrul de Operetă, dar a fost tot mai puțin mulțumit de rolurile minore în care a fost distribuit, și s-a întors în anul 1961 la Teatrul de Comedie. În anul 1963 a devenit membru al trupei Teatrului József Attila din Budapesta, de unde a ieșit la pensie în 1964. A jucat roluri secundare memorabile în multe piese precum Hivatalnok urak, Poloska, Tavaszi keringő, Bástyasétány 77. și Vők iskolája stb..
A jucat adesea în piese de teatru radiofonic și a devenit cunoscut în rolul Szabó bácsi (pensionarul de pe strada Lapály) din serialul A Szabó család, ce a fost difuzat săptămânal începând din 1959 și în care a jucat până la moartea sa rolul principal, alături de Hilda Gobbi. 
Spectacolul a avut o mare audiență, iar Ernő Szabó, deja bolnav, nu a dorit să-l întrerupă și a continuat să realizeze înregistrări din camera de spital. După moartea sa, rolul a fost continuat la cererea publicului de János Rajz. A primit titlul de artist emerit al Ungariei în 1959 și apoi pe cel de artist eminent în 1965.

### Viața personală și moartea
În ciuda succesului său la public, Ernő Szabó a preferat să ducă o viață liniștită și modestă într-o casă de pe strada Kankalin din Budapesta și nu s-a implicat în activități politice. Nu a solicitat niciodată un rol și s-a mulțumit cu rolurile care i-au fost încredințate, după cum îi reproșa soția sa cu ocazia vizitei unei ziariste în anul 1960: „Asta este marea ta problemă, Ernő. Niciodată nu ai putut să lupți... Nu, niciodată. Întotdeauna i-am spus: nu poți să faci o carieră așa. Ernő nu a aparținut niciodată vreunei grupări. Nu a avut scandaluri, nu a fost niciodată aclamat... Ernő este întotdeauna omul mărunt din orice piesă. Colegii tăi te plac? De ce să nu o facă? El nu face niciodată rău nimănui, nu spune niciodată lucruri rele despre nimeni. Noi nu ducem cu adevărat o viață socială. Ernő poate sta ore în șir la gară și să se uite la ceilalți.”.
Cu toate acestea, actorul a fost ales în anul 1958 membru al Consiliului Popular al Districtului VI Budapesta. Szabó și-a exprimat crezul său poetic într-unul dintre interviurile sale: „Chiar și pentru cel mai mic rol, trebuie să stai acolo, complet pregătit, cu deplină responsabilitate și trebuie să urci Muntele Everest în fiecare rol. Trebuie să încerci să descoperi ceva nou în el. Căutați-l și, dacă îl găsiți, nu mai contează cum se numește piesa. Actorul și-a făcut datoria.”.
Ernő Szabó a murit la 10 februarie 1966 la Budapesta și a fost înmormântat în Cimitirul Farkasréti.
Tradiția actoricească a familiei a fost continuată de fiul lui Ernő Szabó, Otto (1920–1988), care s-a născut în orașul Szigetvár și a fost la rândul lui actor: el a jucat la Teatrul Szigligeti din Oradea (1944–1948) și apoi la Teatrul Secuiesc din Târgu Mureș (1948–1956). Otto Szabó s-a căsătorit cu actrița Jutka Mende, cu care a avut o fiică pe nume Éva Szabó, și a emigrat la rândul său în Ungaria în 1956, devenind un actor cunoscut acolo. Jutka Mende, care juca la Teatrul Maghiar din Sfântu Gheorghe, a rămas în România și și-a crescut singură fiica. Fiica lor, Éva D. Szabó (1949–2019), a urmat tradiția familiei și a devenit actriță la Teatrul Maghiar de Stat din Sfântu Gheorghe și apoi, din 1972, la secția maghiară a Teatrului de Nord din Satu Mare; ea s-a căsătorit cu actorul Iván Dengyel (n. 1944), cu care a avut trei copii, și a emigrat cu familia sa în Ungaria în 1982.

## Activitatea artistică

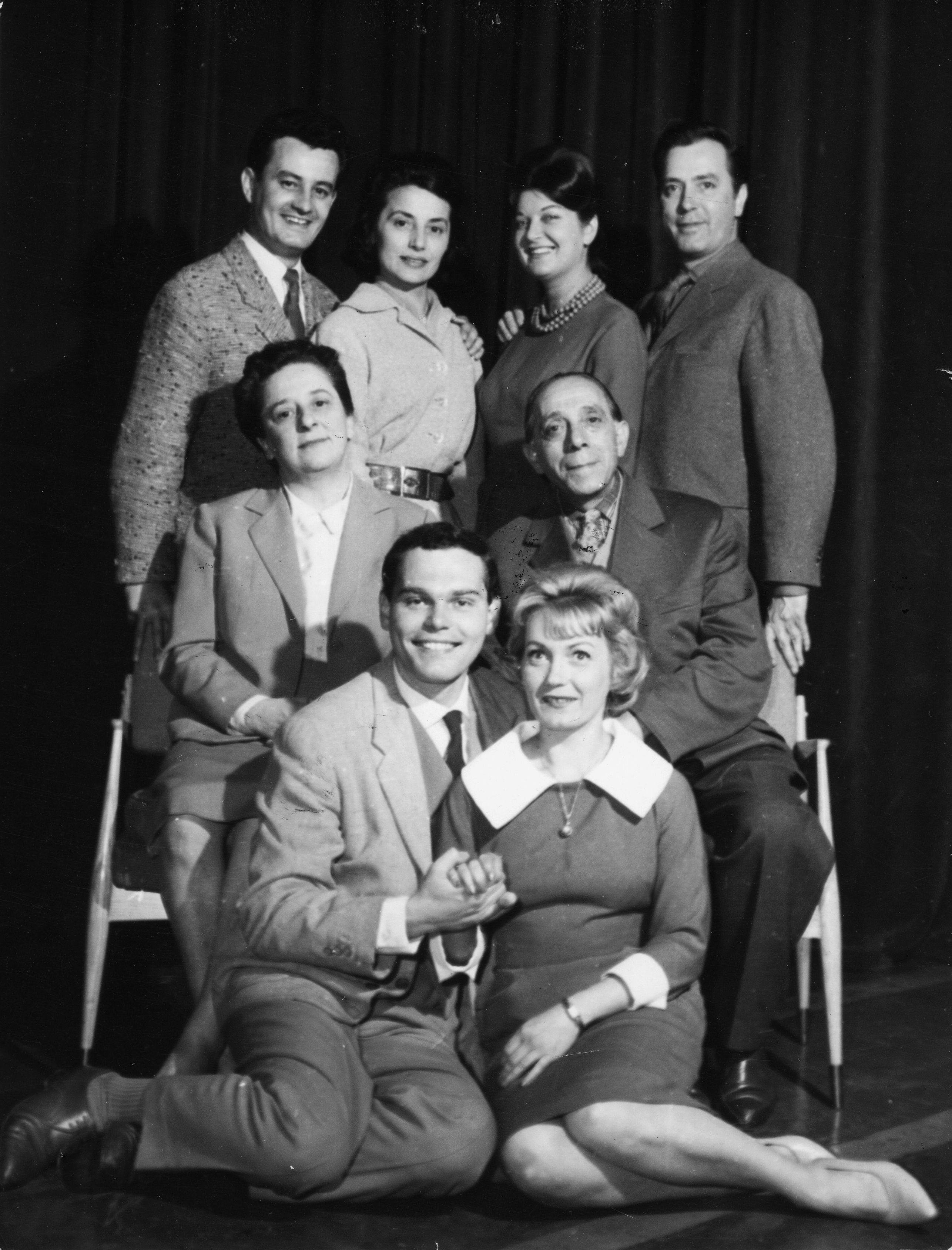
Ernő Szabó (așezat, la dreapta), împreună cu membrii distribuției serialului radiofonic A Szabó család, în 1960

Ernő Szabó a fost în tinerețe comic dansator, dar odată cu trecerea timpului a dobândit experiență și profunzime artistică și a început să joace personaje puternice în drame clasice și moderne. Și-a creat un stil artistic propriu, interpretând oamei simpli, dar cu suflet mare. Printre rolurile interpretate în cursul carierei sale pot fi menționate Volpone din piesa omonimă a lui Ben Jonson, Orgon din Tartuffe de Molière, Tiborc din Banul Bánk de József Katona, Csuli Csörgheő din Chef boieresc de Zsigmond Móricz, primarul din Revizorul de Nikolai Gogol, Róth bácsi din Hivatalnok urak de Imre Földes, Márton Rosta din Csinom Palkó de Ferenc Farkas, Szilárd Tódorka din Bunica de Gergely Csiky, Robinson din Fata fără zestre de Aleksandr Ostrovski, Gyula bácsi din Férjek a küszöbön de István Kállai, Luka din Azilul de noapte de Maxim Gorki, Kristóf Perevicsky din Căsătorie ciudată de Kálmán Mikszáth, Famusov din Prea multă minte strică de Aleksandr Griboedov, Victor Dumitrescu din Iarba rea de Aurel Baranga, Sorin din Pescărușul de Anton Cehov, Sándor Köröm din Botezul focului de Ernő Urbán, Virgil Popa din Furtună în munți de László Kiss și Dezső Kováts, Farfuridi din O scrisoare pierdută de I.L. Caragiale, Percihin din Micii burghezi de Maxim Gorki și Polejaev din Bătrânețe zbuciumată de Leonid Rahmanov.
În paralel a desfășurat o bogată activitate regizorală, fiind considerat unul dintre pionierii actoriei realiste moderne din România. A regizat spectacole cu piesele Viki de Pál Ábrahám, Azilul de noapte de Maxim Gorki, Prea multă minte strică de Aleksandr Griboedov, Gül-Baba de Jenő Huszka, Pescărușul de Anton Cehov, Micii burghezi și Egor Bulîciov și alții de Maxim Gorki, O scrisoare pierdută de I.L. Caragiale, Chef boieresc de Zsigmond Móricz, Banul Bánk de József Katona, Revizorul de Nikolai Gogol, Tartuffe de Molière, Fericirea furată de Ivan Franko, Făclia de Gyula Illyés, Doamna ministru de Branislav Nušić, A falu rossza de Ede Tóth, Rădăcini adânci de James Gow și Arnaud D'Usseau, A csikós de Ede Szigligeti, Căsătorie ciudată de Kálmán Mikszáth, Cetatea de foc de Mihail Davidoglu, Botezul focului de Ernő Urbán, Oameni de azi de Lucia Demetrius, Ruptura de Boris Lavreniov, Ecaterina Varga de Ágoston Horváth ș.a.
Ernő Szabó a jucat în mai multe filme de la mijlocul anilor 1950, realizând interpretări excepționale ca, de exemplu, în filmul Domnul profesor Hannibal (1956), regizat de Zoltán Fábri, care a obținut succes internațional. A obținut roluri importante în filme precum Dollárpapa (1956), Vasvirág (1958), Bogáncs (1959), Kard és kocka (1959), Omul de aur (1962), Angyalok földje (1962) și Új Gilgames (1964).
A devenit cunoscut, de asemenea, în rolul Szabó bácsi din serialul de teatru radiofonic A Szabó család, ce a fost difuzat săptămânal începând din 1959 și până la moartea sa. Serialul a fost deosebit de popular, iar personajul interpretat de Ernő Szabó a fost foarte iubit de public.

## Spectacole teatrale

### Actor
- Marci, mint Robinson (1947) — András, polițist
- Jó mulatást (spectacol de varietăți, 1953) — Virág / Szedlacsek / Kender
- Aurel Baranga: Iarba rea — Victor Dumitrescu, poet, ziarist
- Heinrich Berté: Casa cu trei fete — Christian Tschöll, pictor de vitralii
- István Békeffy: Janika — Adorján
- Alexandre Bisson: Madame X — Perissard
- John Boyton Pristley: Viraj periculos — Charles Trevor Stanton
- János Bőkay: Szakíts helyettem — Sándor Demján, soțul
- Iuri Buriakovski: Mesaj pentru supraviețuitori — Joszif Pesek, învățător
- I.L. Caragiale: O scrisoare pierdută — Farfuridi, avocat
- Anton Cehov: Pescărușul — Piotr Nikolaevici Sorin, fratele actriței
- Gergely Csiky: Bunica — Szilárd Tódorka
- Gergely Csiky: Paraziții — Menyhért Mosolygó
- Mihail Davidoglu: Cetatea de foc — Constantin Munteanu, secretar de partid
- Mihail Davidoglu: Minerii — Bălean
- Mihály Eisemann: Egy csók és más semmi — dr. Sárkány
- Mihály Eisemann: Vadvirág — Ábris, veterinar pensionar
- Ferenc Farkas: Csinom Palkó — Márton Rosta
- Szabolcs Fényes: Az utolsó Verebély lány — Ármin Walakeövy
- Szabolcs Fényes: Vén diófa — Popelka, ospătar șef
- Imre Földes: Hivatalnok urak — Róth bácsi
- Ivan Franko: Fericirea furată — Micola Zadorojnaj
- Carlo de Fries: Ilyenek a férfiak — Jonny
- Géza Gárdonyi: Vinul — Gábor Gőre, judecător
- Sándor Gergely: Viteji și eroi — Antal Bobori, scriitor
- Nikolai Gogol: Revizorul — Anton Antonovici Skvoznik-Dmuhanovski, primar
- Maxim Gorki: Azilul de noapte — Luka, hoinar bătrân
- Maxim Gorki: Egor Bulîciov și alții — Buciumaș
- Maxim Gorki: Micii burghezi — Percihin, negustor de păsări
- Aleksandr Griboedov: Prea multă minte strică — Pavel Atanasevici Famusov
- Arkadi Grigulis: Argilă și porțelan — Mikus Scudra
- Pál Gyöngy: Trei bărbați în zăpadă — János, majordom
- Zsolt Harsányi: A bolond Ásvayné — Mihály, fiul doamnei Ásvay
- Kipphardt Heimar: Se caută urgent un Shakespeare — dramaturgul Amadeus Färbel
- Jenő Heltai: Cavalerul mut — Beppo
- Herman Heyermans: Bună speranță — Cobus, bătrân din adăpost
- Ágoston Horváth: Ecaterina Varga — Ferenc Fosztó
- Konstantin Isaev – Aleksandr Galic: La telefon Taimirul — Kirpicinikov
- Viktor Jakobi: Sybill — guvernatorul
- August Jakobson: Două tabere — compozitorul Miart Laagus / poetul Nigul Hiarm
- Ben Jonson: Volpone — Volpone
- Garson Kanin: M-am născut ieri — Ed Devery
- Valentin Kataev: O zi de odihnă — Miusov
- József Katona: Banul Bánk — Tiborc, țăran
- István Kállai: Férjek a küszöbön — Gyula bácsi
- Imre Kálmán: Baiadera — Napóleon St. Cloche
- Imre Kálmán: Prințesa circului — nenea Gyula, ospătar șef
- László Kiss – Dezső Kováts: Furtună în munți — angajatul Kujak / avocatul dr. Virgil Popa
- Károly Komjáthy: Harapós férj — Tóni Cziha, poet
- Dezső Kováts: Egyiptomi legenda — Dani
- Paul Laurent: Studenți îndrăgostiți — Valentin, profesor
- Boris Lavreniov: Ruptura — Evgheni Berseniev
- Boris Lavreniov: Vocea Americii — domnul Willer / polițistul Breasted
- Miklós László: Parfumeria — Hammerschmidt, vânzător de parfumuri
- Dezső Losonczy: Egyetlen éjszakára — nobil
- Niccolò Machiavelli: Mătrăguna — Niccia
- William Somerset Maugham: Jack Straw — Parker Jennings
- Sándor Márai: Kaland — dr. Szekeres, medic
- Kálmán Mikszáth: Căsătorie ciudată — Kristóf Perevicsky
- Molière: Avarul — Harpagon
- Molière: Tartuffe — Orgon
- Ferenc Molnár: Liliom
- Ferenc Molnár: Marsall — baronul San Friano
- Zsigmond Móricz: Chef boieresc — Csuli Csörgheõ
- Zsigmond Móricz: Notarul Sári — domnul Sári
- Aleksandr Ostrovski: Fata fără zestre — Robinson
- Evgheni Petrovici] (Petrov): Insula păcii — dl Joseph Jacobs Jr., negustor
- Leonid Rahmanov: Bătrânețe zbuciumată — Dimitri Ilarionovici Polejaev, profesor
- Augustin-Eugène Scribe: Paharul cu apă — Bolingbroke
- Mihail Sebastian: Steaua fără nume — șeful gării
- Konstantin Simonov: Chestiunea rusă — Murphy
- Aleksandr Skvarkin: Tinerețe — Serghei Petrovici Karaulev, violoncelist
- John Steinbeck: Șoareci și oameni — George
- Ede Tóth: A falu rossza — Pista Gonosz
- Ernő Urbán: Botezul focului — Sándor Köröm, președinte
- Gábor Vaszary: Mondj igazat — Péter
- Lajos Zilahy: A szűz és a gödölye — zugravul

### Regizor
- Marci, mint Robinson (poveste, 1947)
- Jó mulatást (spectacol de varietăți, 1953)
- Vannak még hibák (spectacol de varietăți, 1954)
- Pál Ábrahám: Bal la Savoy
- Pál Ábrahám: Viki
- Béla Balázs: Boszorkánytánc
- Aurel Baranga: Iarba rea — împreună cu Miklós Tompa
- Henri Berger: Potopul
- Heinrich Berté: Casa cu trei fete
- István Békeffy: Janika
- István Békeffy – Lajos Lajtai: Amikor a kislányból nagylány lesz
- Alexandre Bisson: Madame X
- A. Borozina – A. Davidson: Student în anul III — împreună cu Constantin Anatol
- János Bőkay: Szakíts helyettem
- Iuri Buriakovski: Mesaj pentru supraviețuitori — împreună cu Miklós Tompa
- I.L. Caragiale: O scrisoare pierdută — împreună cu György Kovács și Miklós Tompa
- Anton Cehov: Pescărușul — împreună cu Ferenc Delly și Miklós Tompa
- Mihail Davidoglu: Cetatea de foc — împreună cu Ottó Rappaport
- Mihail Davidoglu: Minerii — împreună cu Miklós Tompa
- Lucia Demetrius: Oameni de azi
- Mihály Eisemann: Egy csók és más semmi
- Mihály Eisemann: Ghinionistul Pierre Lenoir
- Mihály Eisemann: Vadvirág
- Tamás Emõd – Albert Szirmai: Mézeskalács
- Szabolcs Fényes: Az utolsó Verebély lány
- Szabolcs Fényes: Vén diófa
- Ivan Franko: Fericirea furată — împreună cu Miklós Tompa
- Carlo de Fries: Azur-expressz
- Carlo de Fries: Ilyenek a férfiak
- Géza Gárdonyi: Vinul
- Sándor Gergely: Viteji și eroi
- Nikolai Gogol: Revizorul — împreună cu Miklós Tompa
- Maxim Gorki: Azilul de noapte
- Maxim Gorki: Egor Bulîciov și alții — împreună cu Ferenc Delly
- Maxim Gorki: Micii burghezi — împreună cu György Kovács, Ferenc Delly și Miklós Tompa
- James Gow – Arnaud D'Usseau: Rădăcini adânci
- Aleksandr Griboedov: Prea multă minte strică
- Arkadi Grigulis: Argilă și porțelan — împreună cu Ferenc Delly și Miklós Tompa
- Pál Gyöngy: Trei bărbați în zăpadă
- Imre Éri Halász – Dezsõ Losonczy: Egyetlen éjszakára
- Zsolt Harsányi: A bolond Ásvayné
- Kipphardt Heimar: Se caută urgent un Shakespeare
- Jenő Heltai: Cavalerul mut
- Ágoston Horváth: Ecaterina Varga
- Jenő Huszka: Gül-Baba
- Gyula Illyés: Făclia
- Konstantin Isaev – Aleksandr Galici: La telefon Taimirul
- Viktor Jakobi: Sybill
- August Jakobson: Două tabere — împreună cu Miklós Tompa
- Garson Kanin: M-am născut ieri
- Valentin Kataev: O zi de odihnă — împreună cu Miklós Tompa
- József Katona: Banul Bánk
- Imre Kálmán: Az obsitos
- Imre Kálmán: Baiadera
- Imre Kálmán: Cirkuszhercegnő
- László Kiss – Dezső Kováts: Furtună în munți
- Károly Komjáthy: Harapós férj
- György Kopányi: Mennyetjárt ifiúr
- Dezső Kováts: Egyiptomi legenda
- Miklós László: Illatszertár
- Boris Lavreniov: Ruptura
- Boris Lavreniov: Vocea Americii — împreună cu György Kovács și Miklós Tompa
- Franz Lehár: Mazurca albastră
- Franz Lehár: Văduva veselă
- Dezső Losonczy: Egyetlen éjszakára
- Niccolò Machiavelli: Mătrăguna — împreună cu Miklós Tompa
- William Somerset Maugham: Jack Straw
- Sándor Márai: Kaland — împreună cu Miklós Tompa
- Kálmán Mikszáth: Căsătorie ciudată
- Carl Millöcker: Rip van Winkle
- Carl Millöcker: Studentul cerșetor
- Molière: Tartuffe — împreună cu Miklós Tompa
- Ferenc Molnár: Marsall
- Zsigmond Móricz: Chef boieresc — împreună cu Miklós Tompa
- Zsigmond Móricz: Notarul Sári
- Branislav Nušić: Doamna ministru
- Leonid Rahmanov: Bătrânețe zbuciumată — împreună cu Miklós Tompa
- Augustin-Eugène Scribe: Paharul cu apă
- George Bernard Shaw: Pygmalion
- Aleksandr Skvarkin: Tinerețe
- Johann Strauss: Dunărea albastră
- Ede Szigligeti: A csikós
- László Szilágyi – Mihály Eisemann: Gólyaszanatórium
- László Szilágyi – Szabolcs Fényes: A vén diófa
- László Szilágyi – Béla Zerkovitz: Csókos asszony
- Albert Szirmai: Magnatul Miska
- Sándor Tomcsa: Nagy dolog kicsiben
- Ede Tóth: A falu rossza
- Frații Tur: Casa cu storurile trase — împreună cu Miklós Tompa
- Frații Tur: Cui i se supune vremea — împreună cu Miklós Tompa
- Ernő Urbán: Botezul focului
- Gábor Vaszary: Bubus
- Lajos Zilahy: A szűz és a gödölye

## Filmografie
- Tanár úr kérem (1956) — anticar
- Domnul profesor Hannibal (Hannibál tanár úr, 1956) — profesorul Béla Nyúl
- Dollárpapa (1956) — comerciantul Rudolf Leihner
- Láz (1957) — Alexárd
- Bolond április (1957)
- Întâlnire la bal (Gerolsteini kaland, 1957) — șeful de poliție Árgus
- Felfelé a lejtőn (1958) — contabilul șef
- Don Juan legutolsó kalandja (1958)
- Razzia (1958/I)
- Micsoda éjszaka! (1958) — Jenő Huffnágel
- Vasvirág (1958) — Fischer
- Pár lépés a határ (1959) — Schönfeld
- Szerelem csütörtök (1959)
- Játék a szerelemmel (1959) — directorul apiculturii
- A fekete szem éjszakája (1959) — Rezeda
- Égrenyíló ablak (1959) — pictor
- Bogáncs (1959) — Oszkár
- Kard és kocka (1959) — Pöschl
- Álmatlan évek (1959)
- Az arc nélküli város (1960) — Vészi
- Fűre lépni szabad (1960) — pasagerul din tren
- Két emelet boldogság (1960) — Varga, administratorul blocului
- Három csillag (1960) — actor
- Virrad (1960)
- Jó utat, autóbusz (1961) — Patak Feri bácsi
- Nem ér a nevem (1961)
- Omul de aur (Az aranyember, 1962) — Ali Csorbadzsi
- Fagyosszentek (1962)
- Angyalok földje (1962) — Keresztes bácsi
- Áprilisi riadó (1962)
- Házasságból elégséges (1962) — Körmendi, tatăl lui Árpi
- Fotó Háber (1963)
- Párbeszéd (1963) — colonel
- Ha egyszer húsz év múlva (1964)
- Új Gilgames (1964) — librarul Sonneborn

## Teatru radiofonic

### Piese muzicale
- Egon Kemény – György Sándor Gál – János Erdődy: „Komáromi farsang” (1957), piesă teatrală muzicală în 2 acte, cu Róbert Ilosfalvy (Mihály Csokonai Vitéz), Ferenc Zenthe, Erzsébet Házy (Lilla), Vali Korompai, Sándor Deák, János Gönczöl, Lili Berky, Tivadar Bilicsi, Ernő Szabó (baronul Korponay), László Hlatky, Pál Fekete, Éva Lehoczky, Rózsi Völcsey, Gyula Gózón, Kálmán Rózsahegyi. Orchestra Simfonică a Radioului Maghiar a fost condusă de György Lehel, regizor muzical a fost Sándor Ruitner și regizor Endre László.

### Piese de teatru
- A Szabó család (1959-1966) — Szabó bácsi
- Jenő Heltai: Jaguár (1958)
- Dezső Kosztolányi: Pacsirta (1961) — Ákos
- Iván Mándy, Endre László: Robin Hood kalandjai (1962)

## Discografie
- Egon Kemény – György Sándor Gál – János Erdődy: „Komáromi farsang” daljáték, Breaston & Lynch Média, 2019

## Premii și distincții
- titlul de Artist Emerit al Republicii Populare Române (28 ianuarie 1954) „cu ocazia împlinirii a cinci ani de activitate a Teatrului de Stat din Timișoara, Teatrului Maghiar de Stat din Cluj, Teatrului de Stat din Sibiu, Teatrului Secuesc de Stat din Tg. Mureș, Teatrului de Stat din Orașul Stalin, Teatrului Evreesc de Stat din București și pentru merite deosebite în activitatea artistică”[22]
- Premiul de Stat al Republicii Populare Române (1954)[4][5][11]
- Artist emerit al Ungariei (1959)[4][5]
- Artist eminent al Ungariei (1965)[4][5]